# Góry (gmina Urzędów)
Góry – wieś w Polsce położona w województwie lubelskim, w powiecie kraśnickim, w gminie Urzędów.
W latach 1975–1998 miejscowość należała administracyjnie do województwa lubelskiego.

## Historia
W przeszłości miejscowość ta była integralną częścią miasta Urzędów stanowiąc jedną z czterech przedmieści Urzędowa: Bęczyn na północnym zachodzie, Mikuszewskie na zachodzie, Rankowskie na północnym wschodzie i Góry na północ od Urzędowskiego rynku. Przedmieścia te rozłożyły się na wzgórzach okalających dolinę, którą płynie rzeka Urzędówka, przypływająca od wschodu ze wsi Skorczyce.